# Feliciano Ramírez de Arellano
Feliciano Ramírez de Arellano y Gutiérrez de Salamanca, marqués de Fuensanta del Valle (Cádiz, 9 de junio de 1826 - Córdoba, 29 de mayo de 1896) fue un jurista y político español. Hermano de Carlos Ramírez de Arellano y de Teodomiro Ramírez de Arellano.

## Biografía
Hijo de Antonio Ramírez de Arellano, se instaló con su familia en Córdoba en 1833. Realizó sus estudios primarios en el Colegio de la Asunción de Córdoba y más tarde cursó estudios de Filosofía en el Seminario de San Pelagio. Se licenció en Derecho por la Universidad de Granada.
Juez de carrera, desempeñó importantes cargos en el campo de la judicatura. En 1854 era juez de primera instancia del distrito de la derecha en los juzgados de Córdoba y su partido. Tras pasar por un juzgado de primera instancia de Madrid, el 12 de febrero de 1863 el Gobierno de O'Donnell lo nombra Gobernador de la provincia de Málaga.
El 13 de marzo de 1863 obtuvo la plaza vacante por jubilación de Ramón Saavedra Pando, magistrado en la Audiencia de La Coruña, y más tarde la de la Audiencia de Pamplona (16 de enero de 1864). En diciembre de 1868 es nombrado oficial del Ministerio de Gracia y Justicia. El 17 de mayo de 1874 el montoreño Santos Isasa y Valseca fue nombrado Secretario general del Ministerio de Gracia y Justicia, en medio de una remodelación completa del ministerio de Justicia. Ese mismo día, Feliciano Ramírez de Arellano fue ascendido a Jefe de Sección del mismo ministerio.

### Director general de los Registros civil y de la Propiedad y del Notariado
Por Real decreto de 8 de septiembre de 1874 fue nombrado director general de los Registros civil y de la propiedad y del Notariado, dependiente del Ministerio de Gracia y Justicia, siendo ministro Manuel Alonso Martínez.

## Senado
El 19 de marzo de 1893 participó en la elección para senador por la circunscripción de Córdoba, realizada en la Diputación Provincial, en la que obtuvo 139 votos de un censo de 155 electores. Paradójicamente, el mismo resultado que los otros senadores, Teobaldo de Saavedra y Rafael de la Bastida.
Fue numerario de las Reales Academias de Historia, Ciencias Morales y Política y de la Real Academia de Córdoba.

## Producción literaria
Como escritor, destaca entre su obra la publicación de varios tomos de la Colección de documentos inéditos para la historia de España y la Colección de libros raros o curiosos.

## Vida privada

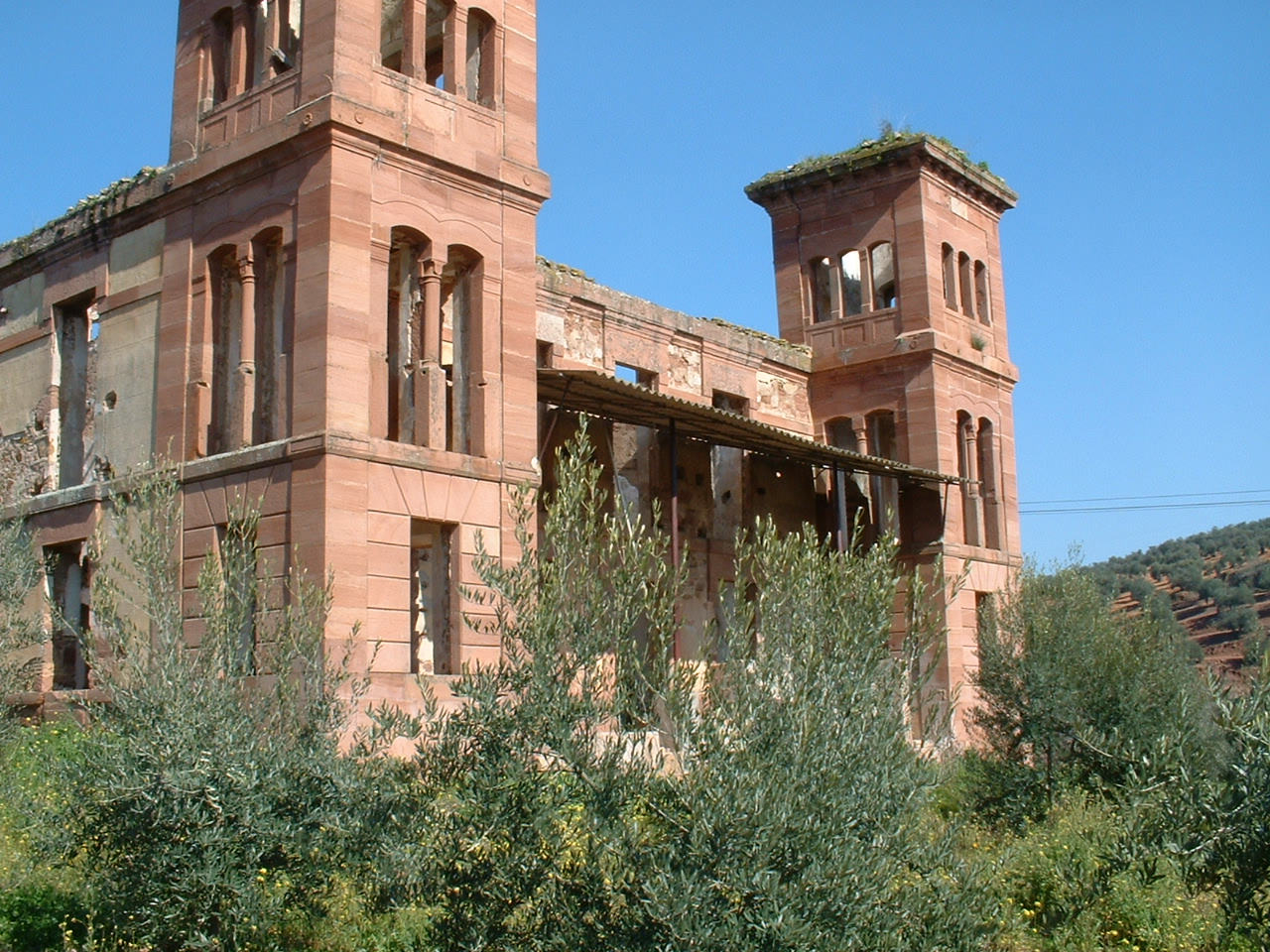
Ruinas del palacio levantado por Feliciano Ramírez de Arellano en el municipio de Montoro (siglo XIX).

Casado en primeras nupcias con Emilia Gómez Medina, hermana de Antonio Enrique Gómez Medina, alcalde de Montoro en la Primera República, de este matrimonio nacería una hija, Enriqueta. En 1884 volvería a casarse, a la edad de 58 años, con Cristeta Moyano y Aguilar, viuda. De este segundo matrimonio nacerían tres hijos: Josefa, Cristeta y Feliciano Ramírez de Arellano y Moyano.